# CapaSitty

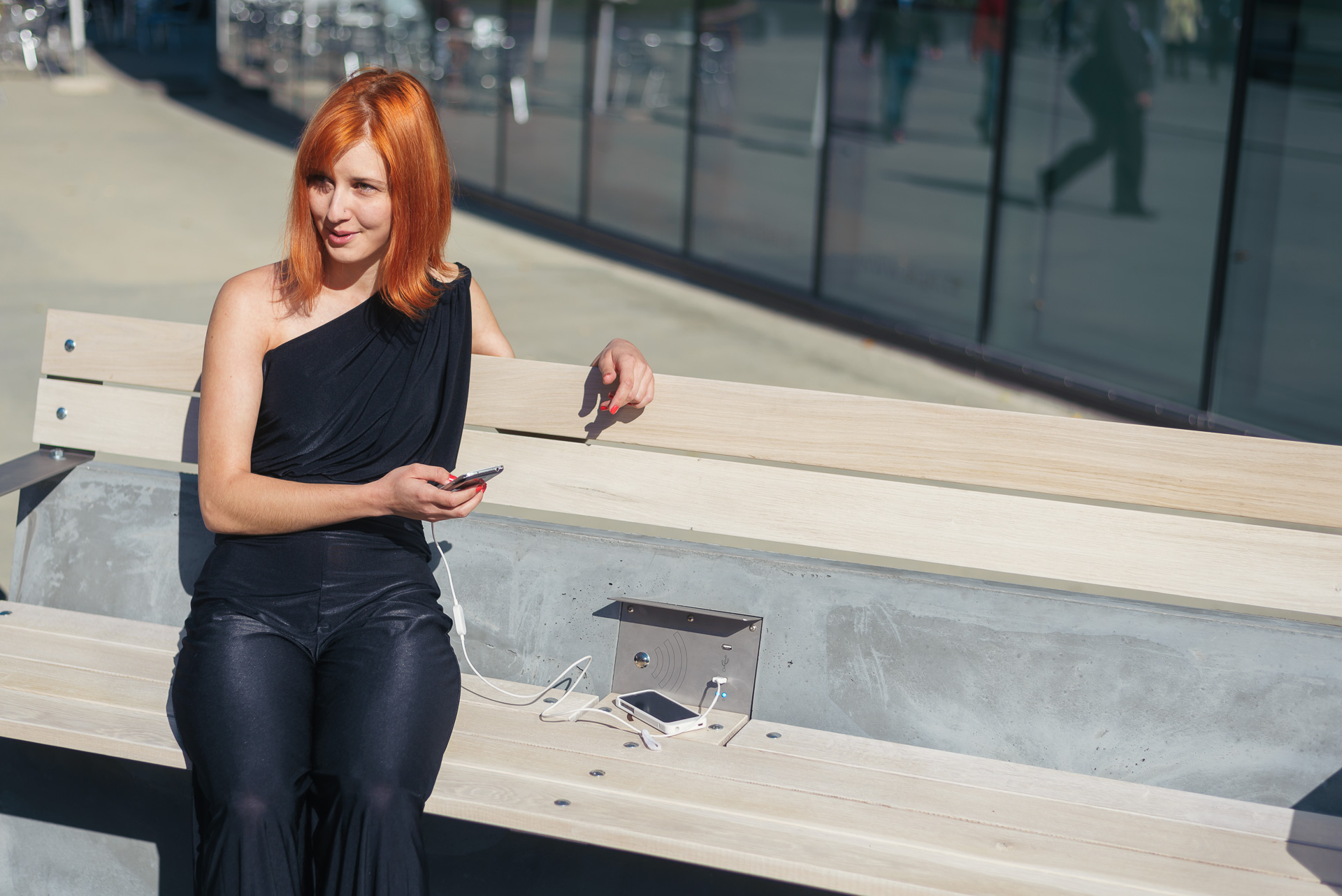
Chytrá lavička

Chytrá lavička CapaSitty je prototyp městské lavičky doplněné elektronickými funkcemi. Prototyp vyvinul tým ze společnosti Full CapaCity ve spolupráci se studentkou průmyslového designu Zuzanou Jirkalovou a s Univerzitním centrem pro energeticky efektivní budovy (UCEEB) ČVUT. Lavička poskytuje bezdrátové připojení k internetu a umožňuje nabíjet mobilní zařízení pomocí USB konektoru nebo bezdrátově prostřednictvím indukce. Kromě toho kontinuálně monitoruje kvalitu ovzduší. Ke svému provozu využívá pouze solární energii. 